# Diocesi di Adriane
La diocesi di Adriane (in latino Dioecesis Hadrianopolitana) è una sede soppressa del patriarcato di Costantinopoli e una sede titolare della Chiesa cattolica.

## Storia
Adriane, identificata con Ören in Turchia, 25 km. a sud della città di Burdur, è un'antica sede episcopale della provincia romana della Panfilia Seconda nella diocesi civile di Asia. Faceva parte del patriarcato di Costantinopoli ed era suffraganea dell'arcidiocesi di Perge.
La diocesi è documentata nelle Notitiae Episcopatuum del patriarcato di Costantinopoli fino al XII secolo.
Sono cinque i vescovi noti di questa sede. Micco sottoscrisse nel 458 la lettera dei vescovi della Panfilia Seconda all'imperatore Leone I dopo la morte del patriarca Proterio di Alessandria. Eusebio fu uno dei vescovi monofisiti deposti dall'imperatore Giustiniano I nel 519 circa; conosciuto solo grazie alle fonti siriache o tradotte dal siriaco, il suo nome non è sicuro, essendo menzionato o come Eusebiano o come Eusebona. Giovanni era presente al concilio in Trullo del 692. Costantino prese parte al secondo concilio di Nicea (787).
A questi vescovi Le Quien aggiunge anche Sofronio, che partecipò al concilio di Costantinopoli dell'879-880 che riabilitò il patriarca Fozio di Costantinopoli. Tuttavia negli atti è indicato come Sophronium Adrianopolis, motivo che induce altri autori ad assegnarlo ad una delle diocesi di nome Adrianopoli. Stiernon e la Prosopographie der mittelbyzantinischen Zeit assegnano questo vescovo alla diocesi di Adrianopoli di Onoriade.
La diocesi scomparve, come molte altre diocesi del patriarcato, dopo l'occupazione ottomana dell'Anatolia.
Dal 1933 Adriane è annoverata tra le sedi vescovili titolari della Chiesa cattolica; la sede è vacante dal 12 settembre 2024.

## Cronotassi

### Vescovi greci
- Micco † (menzionato nel 458)
  - Eusebio † (menzionato nel 519) (vescovo monofisita)
- Giovanni † (menzionato nel 692)
- Costantino † (menzionato nel 787)
- Sofronio ? † (menzionato nell'879)

### Vescovi titolari
- Edmund Nowicki † (26 aprile 1951 - 1º dicembre 1956 nominato vescovo titolare di Tugga)
- Angelo Prinetto † (18 ottobre 1961 - 29 maggio 1993 deceduto)
- Vasyl' Ihor Medvit, O.S.B.M. † (30 marzo 1994 - 12 settembre 2024 deceduto)